# Sátira (cine y televisión)
La sátira es un género televisivo y cinematográfico de la categoría ficticia, pseudoficticia o semificticia que emplea técnicas satíricas.

## Definición y descripción
La sátira cinematográfica o televisiva puede ser de variedad política, religiosa o social. Las obras que utilizan la sátira suelen considerarse de naturaleza controvertida o tabú, con temas que abordan la raza, la clase, el sistema de una sociedad, la violencia, el sexo, la guerra y la política, criticándolos o comentándolos, generalmente bajo el disfraz de otros géneros que incluyen, entre otros, comedias, dramas, parodias, fantasías o ciencia ficción.
La sátira puede, o no,utilizar el humor u otras formas no humorísticas como vehículo artístico para iluminar, explorar y criticar las condiciones sociales, los sistemas de poder («instituciones sociales, políticas, militares, médicas o académicas»), la hipocresía y otras instancias de comportamiento humano.

## Reacción y censura
El director de cine Jonathan Lynn generalmente desaconseja comercializar el propio trabajo como «sátira» porque, según él, «puede reducir sustancialmente las cifras de audiencia y la taquilla» debido a una presunta percepción negativa de la sátira en la industria [estadounidense]:

George S. Kaufman, el gran dramaturgo, director y guionista de Broadway, dijo una vez: «La sátira es lo que cierra el sábado por la noche». Fue una broma excelente, pero abrió el camino a la creencia generalizada en Estados Unidos de que la sátira no es comercial. Cuando presentas una idea para una película satírica, no te refieras a ella como sátira. Yo solía hacerlo, y me encontré con la inevitable respuesta de que las películas satíricas no dan dinero. Esta opinión es incorrecta desde el punto de vista fáctico. Muchas lo han hecho, si se les asigna el presupuesto adecuado.

El cine, más que la televisión, ofrece ventajas para la sátira, como la «posibilidad de lograr el equilibrio adecuado» entre el realismo y el no realismo, utilizando este último para comunicar sobre el primero. El clima ideal para una película satírica implica condiciones políticas «bastante libres» o productores independientes con un respaldo financiero «modesto».
 Estados Unidos
En el caso de la sátira estadounidense, Roger Rosenblatt postuló que el clima político posterior al 11 de septiembre «causó la muerte de la ironía». La sátira ha sido objeto de presiones oficiales y no oficialesque han concluido en la autocensura o la eliminación directa del material, con la razón aducida de que la sátira no es económicamente viable.En el caso de la televisión, los creadores de contenidos controvertidos se han visto históricamente limitados por las regulaciones de la Comisión Federal de Comunicaciones (Gray et al., pág. 181),que los amenaza con sanciones por emitir material supuestamente «indecente»,pero también por los organismos de control de la industria y las empresas.. Desde los años treinta, con un ejemplo notable del código Hays, siempre ha habido organizaciones que «vigilan de cerca el contenido de los medios para asegurarse de que no amenace el clima comercial en general y sus productos en particular». Presiones típicas que se ejercen sobre la sátira estadounidense que presenta temas de (anti)guerra, patriotismo, sexo, religión, etnicidad y raza.
Desde otra perspectiva, la censura y la limpieza de contenidos no pueden eliminar la sátira. La producción de sátira política entre 1929 y 1960 fue escasa pero ininterrumpida. La sátira cómica pro-gubernamental y carente de críticas fue una corriente satírica que se encontró en la radio y la televisión durante las décadas de 1940 y 1950 que estaba "orientada a la audiencia masiva, no radical" y enfocada en "líneas argumentales [seguras] [de] personajes blancos, suburbanos y de clase media" tipificadas por las comedias de situación de los años 1950, como I Love Lucy, mientras que la llamada corriente más atrevida fue redescubierta en la floreciente escena del comediante stand-up a fines de los años 1950 en adelante. Este último estuvo representado por los álbumes de música de comedia de Tom Lehrer, la comedia stand-up de Lenny Bruce, la revista MAD y la compañía de comedia improvisada de Chicago Second City . 
 Líbano
La película Alexandria... Why? (en árabe egipcio: إسكندرية ليه,) de 1978, dirigida por el cineasta egipcio Youssef Chahine, fue prohibida en el Líbano y otros países árabes por referencias satíricas a la revolución egipcia de 1952.
 Rusia
Las películas satíricas sobre la «vida en Rusia durante la era de Stalin» fueron prohibidas. En la década de 1990, los productores de programas de televisión rusos fueron acusados de «evasión fiscal y transacciones ilegales de divisas» después de emitir un episodio que mostraba una caricatura crítica sobre Borís Yeltsin, pero dichos cargos fueron retirados después de que el presidente de la cadena de televisión condenara esta acción.
 Georgia
La película de arte de 1987, Repentance, inicialmente prohibida en Rusia y en la Europa del Este controlada por Rusia, sólo mostrada en Georgia antes de ser estrenada internacionalmente en 1987 con el permiso del entonces jefe de Estado Mijaíl Gorbachov, contenía alusiones satíricas a Stalin. El académico Dmitri Lijachov consideró que la cinta era «significativa» para la sociedad en su conjunto: «El pasado no muere. Es necesario publicar en revistas de gran circulación obras que no se publicaron en el pasado. El tema principal de la literatura ahora es el arrepentimiento». Otras producciones georgianas que fueron prohibidas incluyen My Grandmother (restablecida en 1976), un filme de arte con elementos surrealistas y satíricos, y Saba, un drama satírico de Mikheil Chiaureli.